# Вечерњача
Вечерњача је народни назив за планету Венеру која је присутна у митологији Словена.

## Етимологија назива
Име Вечерњача долази од именице вече. У неким крајевима се могу пронаћи и друга имена, као што су:
- У српском, хрватском и бошњачком језику:
  - Вечерница, Вечерња звијезда и Поноћна звијезда;
- У македонском језику:
  - Вечернаја Ѕвезда, Ноќната Ѕвезда, Полноќната Ѕвезда, Ѕвезда Вечерница, Ѕвезда Полночнаја и Ѕвезда Полночнаја;
- У руском језику:
  - Вечерня, Вечерняя зарница, Вечорка, Светлусса и Чигирь-звезда;
- У бугарском језику:
  - Вечерница;
- У пољском језику:
  - Gwiazda zwierzęca, Wilcza gwiazda и Wieczornica;
- У бјелоруском језику:
  - Вечарніца, Вечарнічка, Вечерня зора, Вечорова зорка, Вячэрніца и Воўча звязда;
- У чешком језику:
  - Zviřetnice и Zwerenice.

## У митологији и народним предањима
У митологији и народним предањима Вечерњача је "звијезда" која се појављује увече, и поред Мјесеца је најсјајније небеско тјело на ноћном небу. Она затвара врата неба свако вече након што зађе Сунце.